# マルトノマ滝
マルトノマ滝（-たき、英: Multnomah Falls）は、アメリカ合衆国オレゴン州にある滝。コロンビア川峡谷のオレゴン州側でトラウトデールの東、コーベットとダドソンの中間で、コロンビア川歴史旧街道沿いに位置する。瀑布は落差 165 m (542 ft) の上部と 21 m (69 ft) の下部の二段に分かれ、間には 3 m (9 ft) のなだらかな滝があり、マルトノマ滝は慣習的にその全体をもって 189 m (620 ft) の落差とされている。オレゴン州における最も高い滝である。

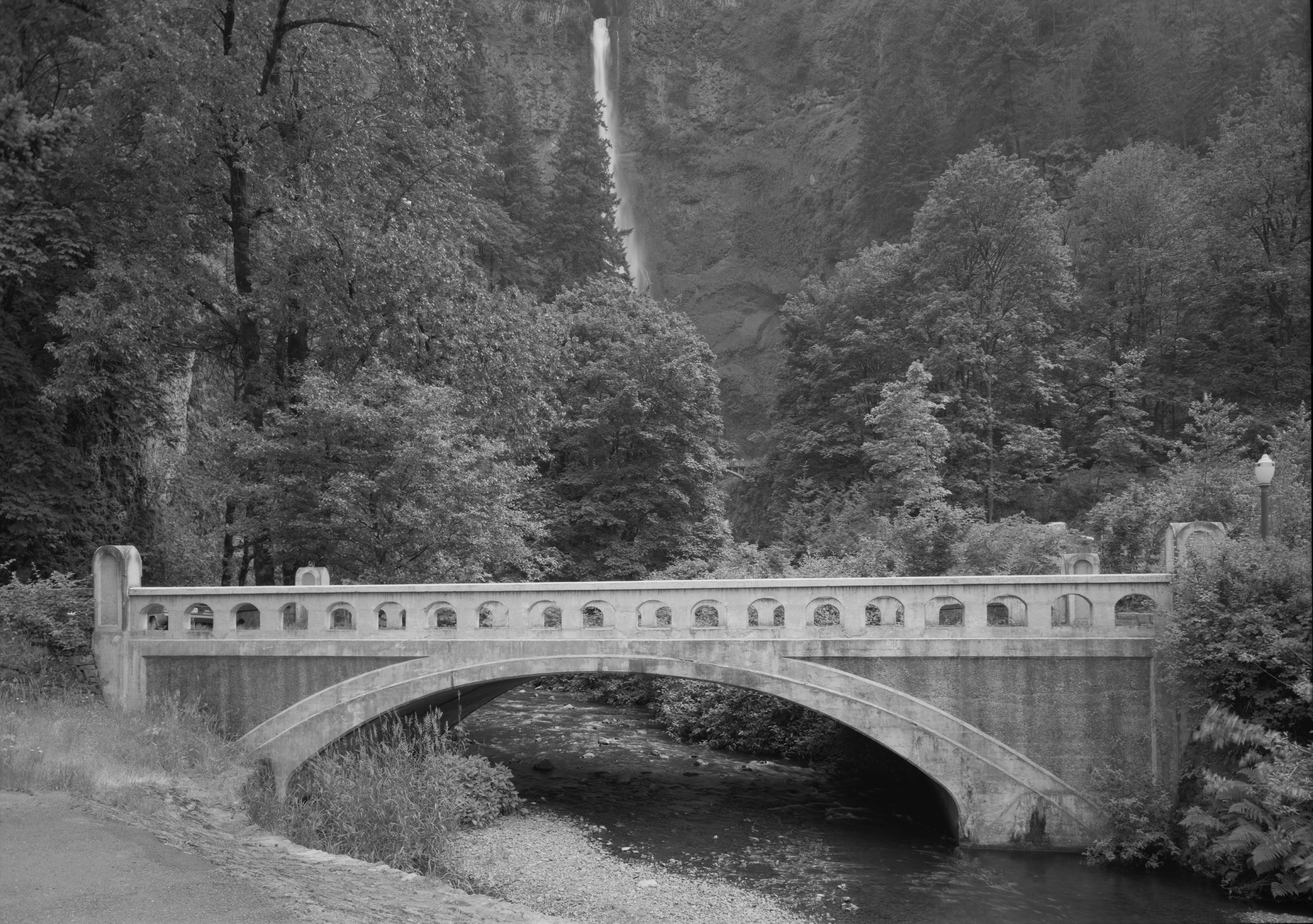
マルトノマ・クリーク橋（コロンビア川歴史旧街道）

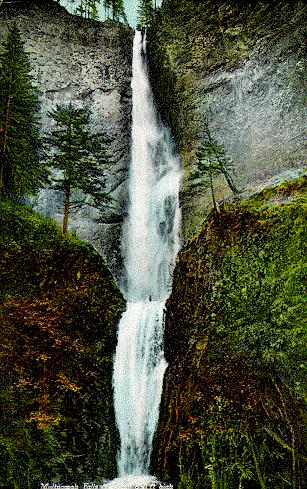
ベンソン歩道橋が設置される前のマルトノマ滝を撮影したカラー化写真。

水源は年間を通してラーチ山からの湧き水である。春には山の雪塊が解けることによる出水、その他の季節には雨水によって滝の水量が増している。
階段状の滝の 32 m 上には 14 m のベンソン歩道橋が架かっており、観光客は散策道を辿って橋まで行くことができる。散策道は上滝の頂上にあるラーチ山展望台まで続いている。展望台ではコロンビア峡谷を一望できるほか、上滝のさらに上流にあり、マルトノマ滝の下にいては見ることができない小さな階段滝「リトル・マルトノマ」を見ることができる。歩道橋の名称は、1914年に同橋を建てたサイモン・ベンソンの名から取られている。
程なくしてベンソンは、マルトノマ滝および近郊のワーキーナ滝のほぼ全域を含む土地をポートランドに譲った。オレゴン＝ワシントン鉄道船会社は、マルトノマ滝の滝つぼ周辺の土地を、ロッジを建設することを同意するという条件の下、ポートランドに譲った。数年後、ポートランド市はマイヤー・アンド・フランク・ビルディングの設計者である建築家A・E・ドイルにロッジの設計を委託し、ロッジの完成を迎えた。1981年4月22日から、同ロッジは国家歴史登録財の登録を受けている。
コロンビア峡谷沿いにある他の滝とは対照的に、マルトノマ滝には州間高速道路84号線から到達可能である。州間高速道路84号線で東西から来訪する観光客はレストエリアに車を停車し、高速道路とユニオン・パシフィック鉄道の下を潜るトンネルを抜けることで、滝まで行くことができる。

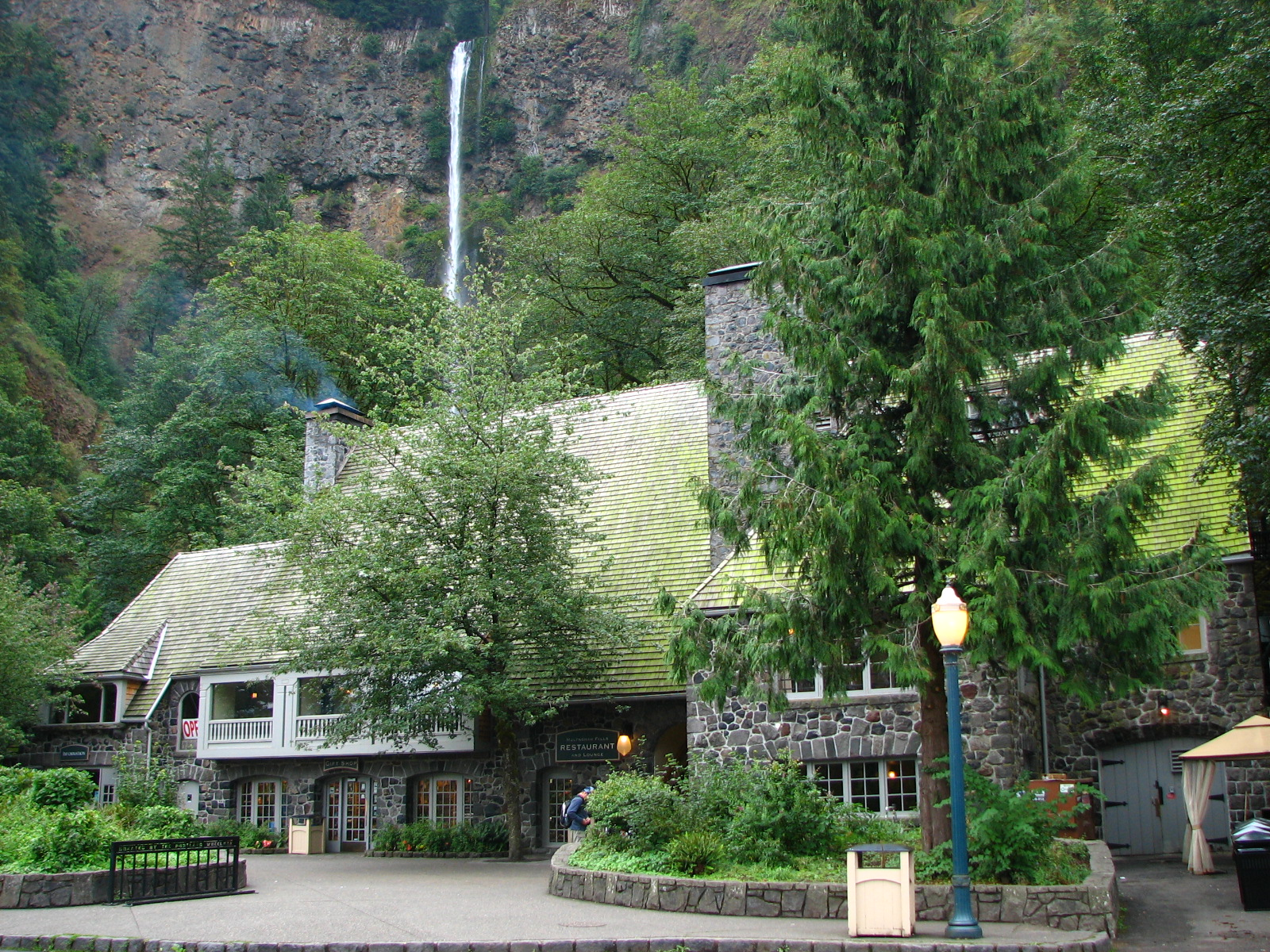
マルトノマ・フォールズ・ロッジ。1915年に建造され、1981年に国家歴史登録財に登録された。アメリカ合衆国森林局が管理する。

## 起源伝説
現地のアメリカ先住民の間には、滝の起源に関する伝説がある。伝説によれば、致死の病により死の危機に晒された部族があった。首長の娘は断崖の頂上に登り部族主神に祈り、伝染病の蔓延を食い止める方法を求めた。娘は自らを犠牲にし崖から身を投げれば蔓延は止まると言われた。そして神の言うとおり、娘は崖から身を投げて死んだ。翌日、首長は娘の死体を崖の底で見つけた。首長は激しく嗚咽し、娘の犠牲が無駄でなかったのなら何かサインを送れと部族主神に叫んだ。その瞬間、断崖の頂上から水が落下し、マルトノマ滝が形成された。伝説は、条件さえ良ければ瀑布の中に娘の顔を見ることができるとも伝えている。